# 日本の左翼団体
日本の左翼団体（にほんのさよくだんたい）では、日本における左翼思想を掲げる団体、あるいは左翼的思想に基づいていると見なされている団体について述べる。通常は社会主義や共産主義などの思想を持つ団体のこと。対義語は右翼団体。
ただし「左翼・右翼」は政治的スペクトル上の相対的な用語のため、その定義や範囲は時代や立場や観点によっても変化する。

## 概要
「左翼団体」とは、通常は社会主義や共産主義を主張する左翼政党などの政治団体だが、広義に
日本で通常「左翼団体」と呼ばれている団体には以下がある。
明治以降では、各種の無産政党や、いわゆる第一次共産党や第二次共産党、平民社などの出版社、全国水平社などの部落解放運動、日本プロレタリア文化連盟などの文化団体など。これらは治安警察法や治安維持法などによる警戒や弾圧の対象となり、大逆事件など多数の言論弾圧も行われた。
1960年と1970年の安保闘争では、学生運動の高まりを背景に全学連や全共闘などの学生組織が大きな役割を果たした。1960年代後半にはベ平連など労働組合や既存政党と直接的なつながりを持たない草の根的市民運動が現れ、1970年代後半からは、環境や情報公開、消費者運動など、従来の「左翼・右翼」という政治的スペクトルの分類では収まらない論点や運動が増加した。1970年代には、社共共闘を背景に大都市圏を中心にいわゆる革新自治体が次々と誕生したが、1980年の社公合意以降は多くの自治体でオール与党体制が確立し、日本共産党を除く革新政党と保守政党が事実上の与党化する状態が常態化した。
「左翼・右翼」の用語と同様、「左翼団体」の定義や範囲は相対的で、その政治思想や主張も、穏健な社会改良主義から急進主義的な革命主義、民主主義や市民主義から一党独裁やアナーキズム、地方分権から中央集権、自由主義から集産主義、個人主義から共同体主義、コスモポリタニズムから左翼ナショナリズムなどの幅が存在している。また、極左とよばれる急進的なグループにはテロ、暴力事件などを引き起こす中核派や日本赤軍なども存在する。
また、左翼思想に基づく団体でなくても右翼団体に批判的であったり、近隣諸国に宥和的であったりするとそう呼ばれることがあり、右派の人間による情報操作で「左翼団体」の呼称に対する嫌悪感・ステレオタイプなイメージから、ある種のレッテルとして機能している場合も見受けられる。

## 関連書籍
- 社会運動調査会『左翼団体事典』（極東出版社、1968年）
- 防衛庁防衛研究所『左翼団体一覧』（防衛研究所、1967年）